# Chris Hardwick

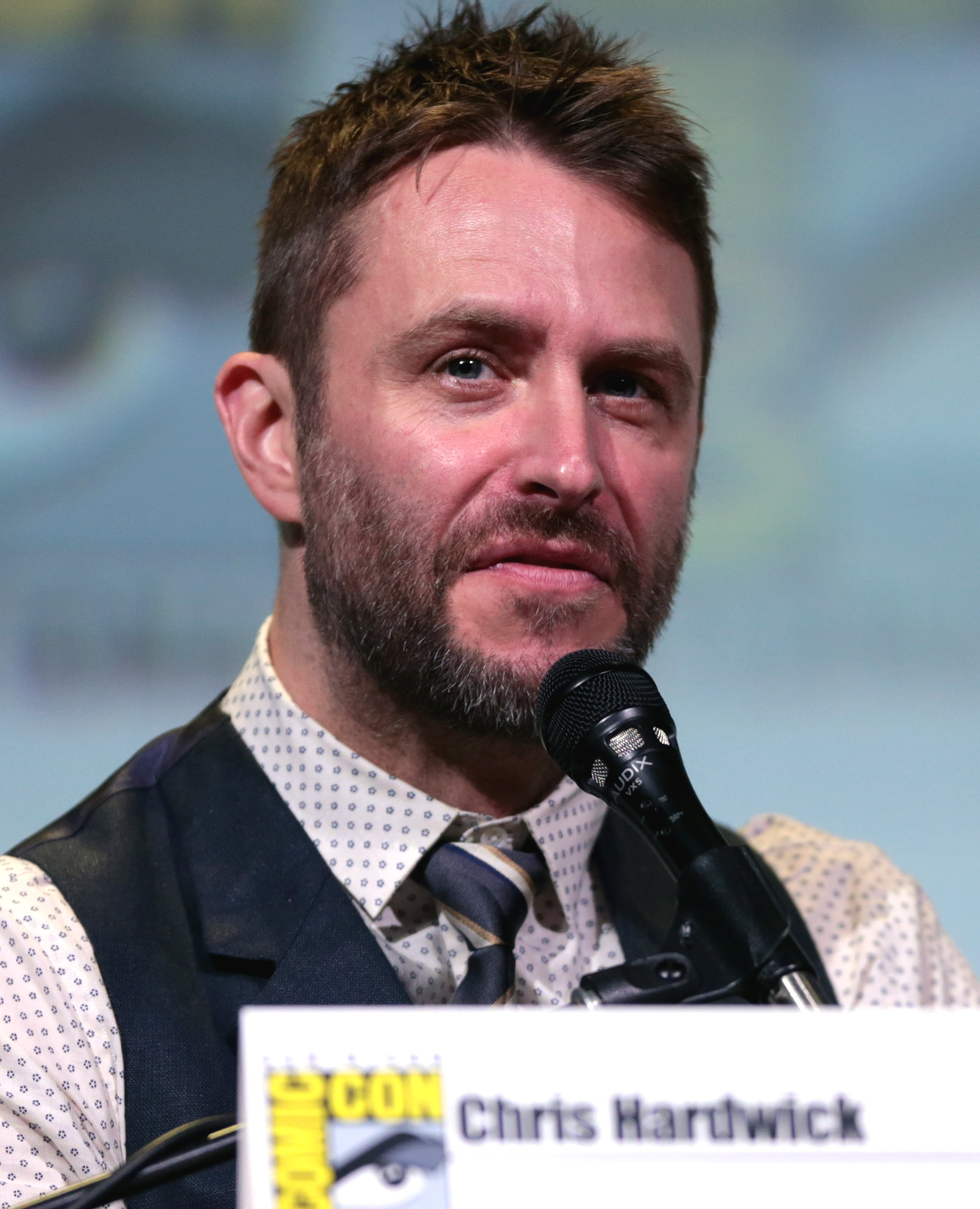
Chris Hardwick bei der Comic-Con 2016

Christopher Ryan „Chris“ Hardwick (* 23. November 1971 in Louisville, Kentucky) ist ein US-amerikanischer Schauspieler, Komiker und Moderator.

## Leben

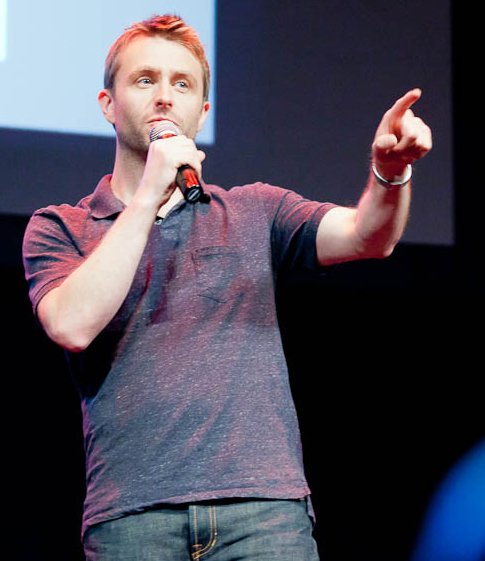
Hardwick (2011)

Hardwick ist der Sohn des ehemaligen Profi-Bowlers Billy Hardwick und wurde nach dem amerikanischen Sportreporter Chris Schenkel benannt. Er wuchs in Tennessee auf, besuchte die Saint Benedict at Auburndale, anschließend die Regis Jesuit High School in Colorado und dann die Loyola High School.
Hardwick studierte Philosophie an der UCLA und war Mitglied der Studentenverbindung Chi Phi. Für einige Zeit war er Mitbewohner von Wil Wheaton, den er in seiner Jugend bei einer Vorführung von Arachnophobia in Kalifornien Burbank getroffen hatte. Seit 2011 moderiert er die Talkshow Talking Dead auf dem US-amerikanischen Kabelsender AMC.
Hardwick ist seit 2016 mit dem Model und Modedesignerin Lydia Hearst verheiratet.

## Filmografie (Auswahl)
- 1998: Courting Courtney
- 1998: Art House
- 1998: Beach House
- 2002: Jane White Is Sick & Twisted
- 2003: Haus der 1000 Leichen (House of 1000 Corpses)
- 2003: Terminator 3 – Rebellion der Maschinen (Terminator 3: Rise of the Machines)
- 2004: Spectres
- 2004: Johnson Family Vacation
- 2005: The Life Coach
- 2005: Zoey 101 (Folge 1x09)
- 2007–2011: Barnyard – Der tierisch verrückte Bauernhof (Back at the Barnyard, Stimme)
- 2009: The Mother of Invention
- 2009: Halloween II
- 2010: Lego: The Adventures of Clutch Powers
- 2011: Extrem laut & unglaublich nah (Extremely Loud and Incredibly Close)
- 2017: The LEGO Ninjago Movie (Stimme)